# Ambros Neuburger
Ambros Neuburger (* 10. November 1925 in Bessenbach; † 8. Juli 2002 in Sailauf) war ein deutscher Politiker (SPD).
Nach seiner Lehrzeit als Werkzeugmacher trat Neuburger zum 20. April 1943 der NSDAP bei (Mitgliedsnummer 9.521.237). Er wurde zur Wehrmacht eingezogen und leistete Kriegsdienst als Fallschirmjäger. Er wurde dreimal verwundet und geriet zuletzt in Kriegsgefangenschaft.
Nach dem Krieg war er ab 1946 Polizeibeamter im Stadt- und Landkreis Aschaffenburg und machte eine Ausbildung im technischen Fernmeldedienst an der hessischen Polizeischule für Technik und Verkehr.
1960 wurde Neuburger Gemeinderat in Sailauf, danach Kreisrat im Kreistag Aschaffenburg. Er war Vorsitzender des SPD-Ortsvereins Sailauf und stellvertretender SPD-Kreisvorsitzender. Von 1974 bis 1986 war er Mitglied des Bayerischen Landtags.